# نیوگر

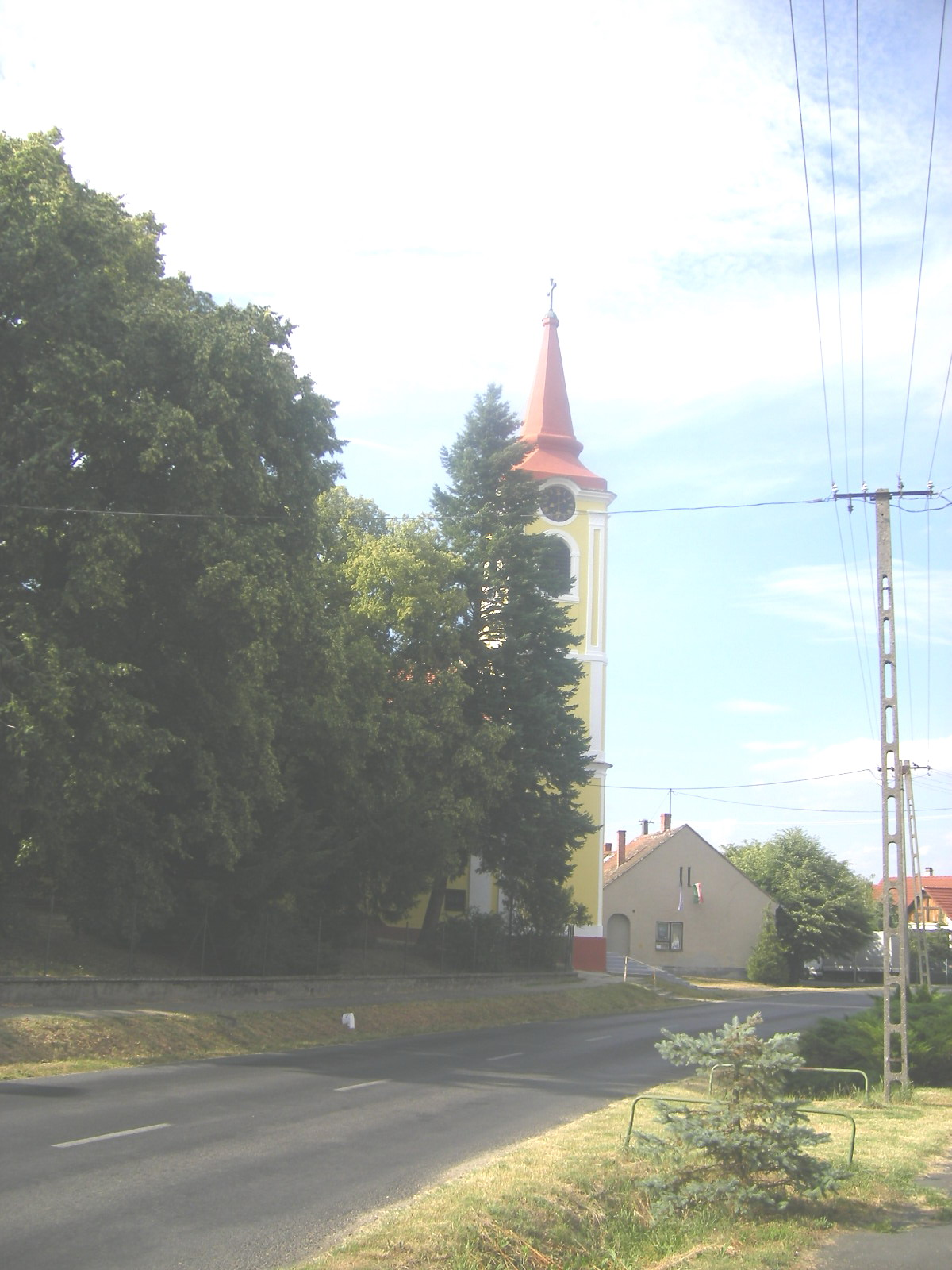
نیوگر

{{Infobox Hungarian settlement
|name=نیوگر
|region=Nyugat-Dunántúl
|county=واش
|subregion=شاروار
|rank=روستا|postal_code=۹۶۸۲
|area_code=۹۵
|area_total_km2=۱۰٫۷۳
|coordinates=۴۷°۱۰′۵۱٫۶۰″ شمالی ۱۶°۵۶′۴٫۰۶″ شرقی / ۴۷٫۱۸۱۰۰۰۰°شمالی ۱۶٫۹۳۴۴۶۱۱°شرقی|website=www.nyoger.huنیوگر (به مجاری:  Nyőgér) یک شهرداری در مجارستان است که در واش واقع شده‌است. نیوگر ۱۰٫۷۳ کیلومتر مربع مساحت دارد.